# Federazione pallavolistica di Saint Vincent e Grenadine
La Federazione sanvincentina di pallavolo (eng. Saint Vincent and the Grenadines Volleyball Association) è un'organizzazione fondata per governare la pratica della pallavolo a Saint Vincent e Grenadine.
Organizza il campionato maschile e femminile, e pone sotto la propria egida la nazionale maschile e femminile.
Ha aderito alla FIVB nel 1987.